# Església de Sant Jaume d'Enveja
L'església de Sant Jaume d'Enveja és l'església parroquial de Sant Jaume d'Enveja (Montsià) protegida com a bé cultural d'interès local.

## Descripció
L'edifici de planta rectangular dividida en sis trams amb absis de tancament semicircular. La construcció és senzilla. Hi destaca l'estructura de la coberta, amb la teulada a doble vessant visible des de l'interior, sostinguda per un arc diafragmàtic de mig punt. A l'absis hi ha volta de quart d'esfera. Al tram dels peus s'aixeca el cor i sota d'ell, el vestíbul se separa de la nau per una estructura de vidre que permet una major claredat a l'interior i manté la unitat visual de l'espai. Les finestres són rectangulars amb remat superior d'arc de mig punt. S'han tancat amb vitralls moderns fets amb pols de vidre reciclat de diferents colors, col·locats entre dues làmines de fibra de vidre mitjançant procediments industrials. Alguns sectors de l'interior, especialment en els paviments, tenen encara acabats provisionals. A l'exterior la façana és senzilla, reflectint al remat superior la forma a dues aigües de la coberta. A la planta la porta d'accés és gran i allindada.
El juliol del 2020 s'ha afegit al campanar una rèplica de la creu de la catedral de Sant Pere a Roma amb el que queda finalitzada la façana. Aquesta creu es una donació privada.

## Història
El primer edifici parroquial ja existia el 1817, any en què es va cremar. Sembla que ocupen els sectors dels peus de l'actual església. El 1860, una visita pastoral donà notícia de l'existència del nou temple. Degut a la senzillesa de l'edificació del segle xix i a la manca d'estabilitat del sòl deltaic que compon la base de la població, a principis del segle XX es va haver d'aixecar un nou edifici parroquial. D'ell es conserva la façana del 1908 i l'edifici de tres naus de totxo. Les voltes eren d'aresta. A la dècada dels 60 es va substituir l'edifici. L'actual construcció és la suma de les dues edificacions.